# Peitz
Peitz (baix sòrab: Picnjo) és una ciutat alemanya que pertany a l'estat de Brandenburg. Forma part de l'Amt Peitz.

## Ajuntament
El consistori està format per 16 regidors, repartits 
- CDU 4 regidors
- SPD 4 regidors
- FDP 4 regidor
- Die Linke 4 regidors